# Kattem

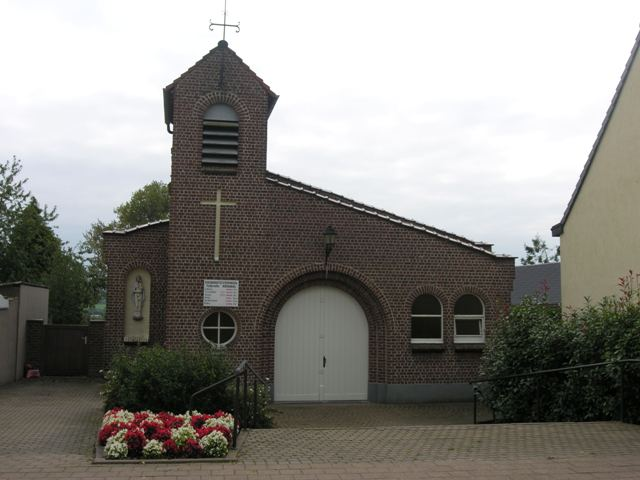
Onbevlekt Hart van Mariakerk

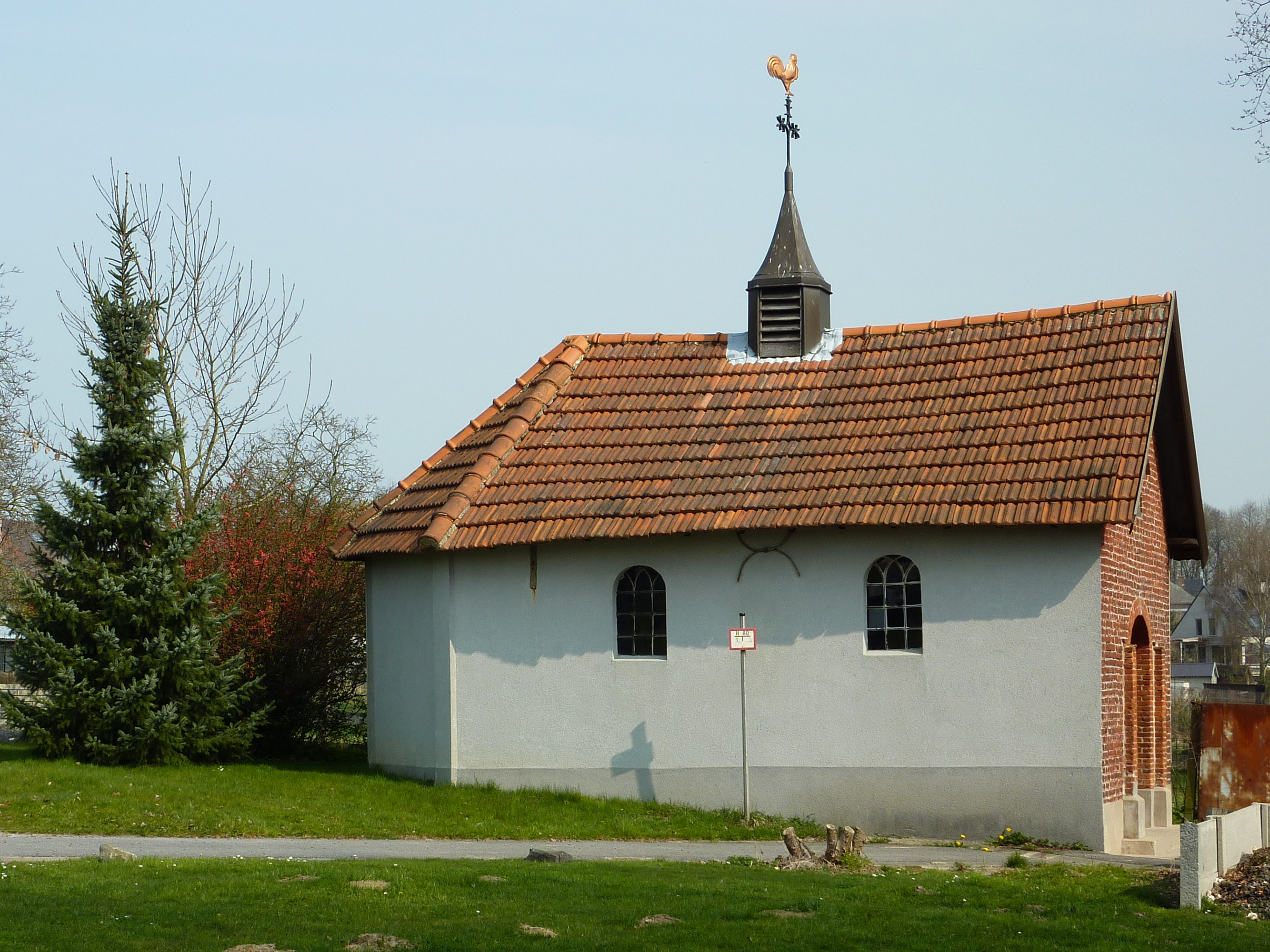
Onze-Lieve-Vrouw van den Eikkapel

Kattem is een dorp in de Vlaams-Brabantse gemeente Roosdaal dat behoort tot de deelgemeente Borchtlombeek.
In dit dorp werd vanouds de Mis opgedragen in een kapel, gewijd aan Onze-Lieve-Vrouw van den Eik. Deze kapel werd in 1880 vervangen door een nieuwe.
In 1947 werd een kerk in gebruik genomen, gewijd aan het Onbevlekt Hart van Maria.
Kattem bezat vroeger een standerdmolen, de Kattemmolen. Deze werd opgericht in het laatste kwart van de 18e eeuw. In 1840 werd hij verplaatst binnen Kattem. Vanaf 1937 was hij buiten werking, in 1940 werd hij door oorlogshandelingen beschadigd en in 1941 gesloopt.
Kattem heeft een actief verenigingsleven waaronder het houden van een kerstmarkt.

## Nabijgelegen kernen
Borchtlombeek, Strijtem, Pamel